# Baby Dodds
Warren "Baby" Dodds (24. december 1898 i New Orleans, Louisiana, USA – 14. februar 1959) var en amerikansk jazztrommeslager.
Dodds spillede med King Oliver, Louis Armstrong og Jelly Roll Morton. 